# Македонская вышивка

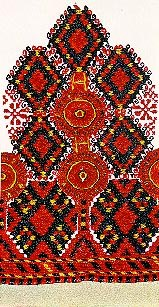
Вышивка на женской рубашке, начало XX века

Македонская вышивка ― один из видов национального декоративно-прикладного искусства македонского народа, важная часть македонской культуры. Македонская вышивка начала появляться и развиваться с приходом славян на Балканский полуостров и передавалась из поколения в поколение, изменяясь и совершенствуясь в соответствии с верованиями и духовностью македонского общества. Македонская вышивка достигла своего пика развития в 19 веке. Эволюция этого вида искусства, имеющего древнеславянские корни, отражает влияние многих других эпох и культур.

## История
Македонская вышивка начала развиваться с приходом на Балканы славянских народов, которые сразу же начали интегрировать свой стиль в древнебалканские элементы культуры. Значительное влияние на развитие и формирование македонской традиционной вышивки оказала византийская культура. Несмотря на многовековое нахождение территории сегодняшней Северной Македонии под властью Османской империи, ближневосточное творчество практически не нашло дальнейшего отражения в народной вышивке македонских славян. Существует много различных культурных и исторических факторов, повлиявших на национальную вышивку, и разнообразие её форм явилось результатом художественного потенциала той среды, в которой она возникла и существовала.

## Разновидности
Наиболее распространённой формой вышивки в Северной Македонии были орнаменты на традиционной одежде, которая использовались повседневно до конца прошлого века в некоторых деревнях. Вышивка обычно встречалась в оформлении женских костюмов, рубашек и головных уборов.
Женские рубахи, напоминающие туники и типичные для Северной Македонии, содержат следы более древних форм украшения, связанных с древнебалканским искусством, которое возникло ещё до прихода славян на эти земли.
Среди различных видов вышивки, используемой для украшения головных уборов, есть такие, которые содержат довольно много исторических ценностей, а именно: они имеют явное сходство с оформлением одежды у некоторых народов Поволжья, что подтверждает отдалённое культурно-историческое родство македонцев с этими народами.